# Herbert Uebermuth
Herbert Uebermuth (* 18. Januar 1901 in Leipzig; † 1. Januar 1986 ebenda) war ein deutscher Chirurg und Hochschullehrer.

## Leben
Als Sohn eines Frisörmeisters besuchte Uebermuth die Thomasschule zu Leipzig. Nach dem Abitur (1920) studierte er Medizin an der Universität Leipzig. Mit einer Doktorarbeit bei Erwin Payr über das Pankreaskarzinom promovierte er zum Dr. med. Nach drei Jahren bei Werner Hueck in der Leipziger Pathologie ging er in die Frauenklinik der Charité. Obwohl er Oberarzt geworden war und Walter Stoeckel ihm die Habilitation angeboten hatte, kehrte Uebermuth 1933 als chirurgischer Assistenzarzt der Chirurgie nach Leipzig zurück, um bei seinem Doktorvater Erwin Payr Chirurg zu werden. Im Jahr 1933 trat er der NSDAP bei. Er war Mitglied im Nationalsozialistischen Deutschen Ärztebund und im Nationalsozialistischen Deutschen Dozentenbund (NSDDB) und war von 1934 bis 1937 Jungvolkarzt in der Hitler-Jugend.

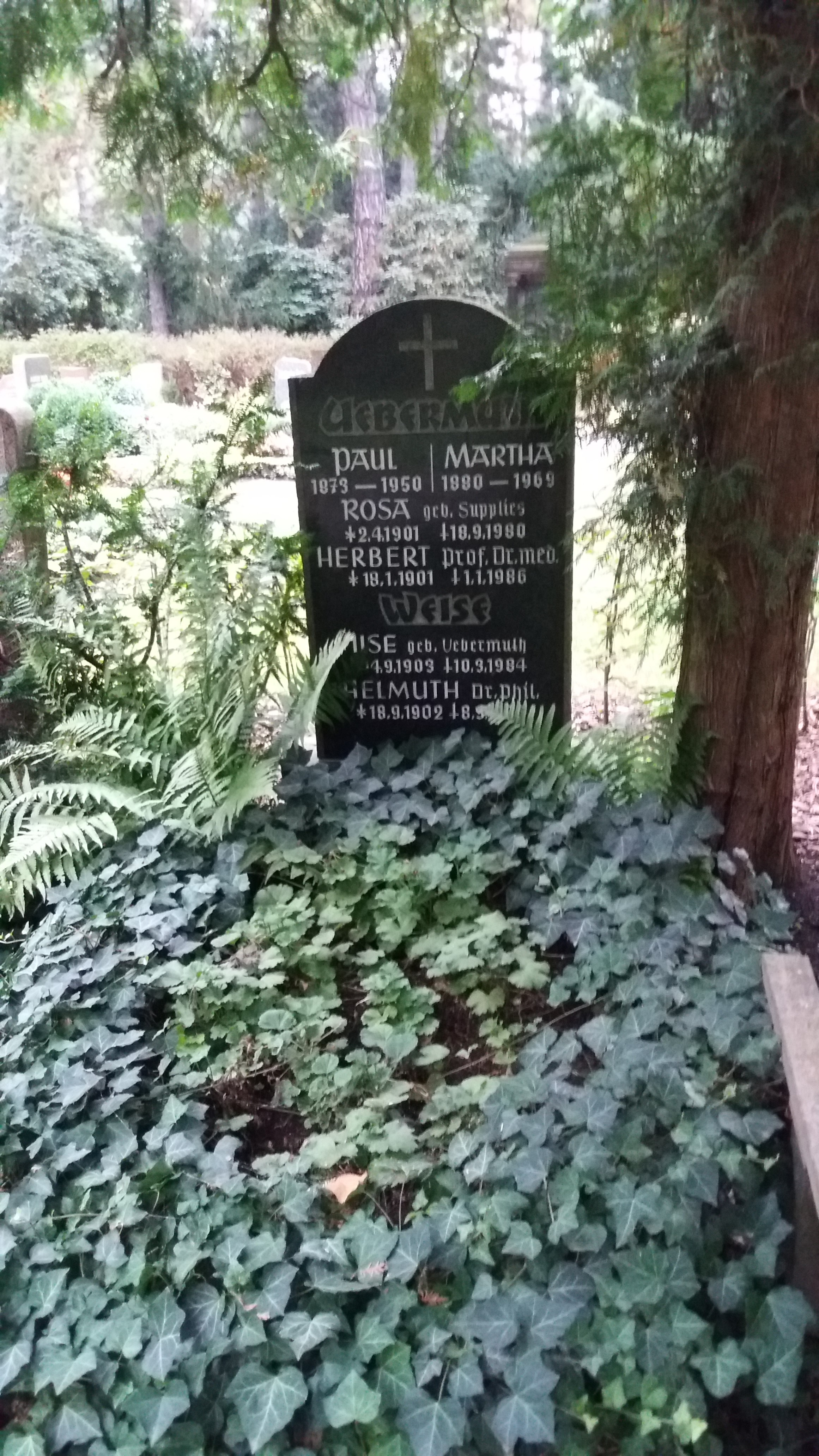
Grabstätte Herbert Uebermuth und Angehörige

Schon 1936 habilitiert, wurde er Oberarzt und Leiter vom pathologisch-anatomischen Labor der Klinik. 1937 wurde im Jahr darauf Privatdozent. 1942 wurde er als Stabsarzt zur Wehrmacht einberufen und mit dem EKII ausgezeichnet. Er erhielt 1943 auf Betreiben von Wilhelm Rieder ein Extraordinariat.
1945 geriet er in sowjetische Kriegsgefangenschaft, aus der er 1946 entlassen wurde. Nach vier Jahren als freipraktizierender Chirurg wurde er 1950 von der Universität Leipzig als Nachfolger von Erich Sonntag zum Direktor des Chirurgisch-Poliklinischen Instituts berufen. 1952 machte sie ihn nach Ernst Heller zum Lehrstuhlinhaber und Klinikdirektor. Von 1955 bis 1957 war er Ärztlicher Direktor des Universitätsklinikum Leipzig und 1958/59 Dekan der Medizinischen Fakultät. Seit 1953 war er Vorsitzender der Gewerkschaft Wissenschaft, seit 1958 war er Mitglied des Nationalrates der Nationalen Front.
Er initiierte die Verselbständigung der Kinderchirurgie (1958, führte 1959 zur Gründung der Klinik für Kinderchirurgie unter Fritz Meißner) und der Herz- und Gefäßchirurgie (1961). Trotzdem stand er für die Einheit der Chirurgie. Aus seiner Klinik gingen viele habilitierte Chefärzte hervor. Unter den zehn Ordinarien war Helmut Wolff. 1966 emeritiert, blieb Uebermuth bis 1967 kommissarischer Klinikdirektor. Sein Nachfolger war Werner Kothe. Uebermuth starb kurz vor seinem 85. Geburtstag.
Sein Grab befindet sich auf dem Südfriedhof in Leipzig.

## Ehrungen
- Ehrensenator der Karl-Marx-Universität Leipzig
- Ehrendoktor der Friedrich-Schiller-Universität Jena
- Verdienter Arzt des Volkes (1956)[5]
- Nationalpreis der DDR (1961)[5]
- Vaterländischer Verdienstorden in Gold (1976)[6]